# Мартин Римаренко
Мартин Римаренко (словац. Martin Rymarenko, нар. 9 квітня 1999) — словацький футболіст, нападник клубу «Дукла» Банська Бистриця.

## Клубна кар'єра
25 липня 2021 року Римаренко дебютував у словацькій суперлізі за ДАК проти МФК «Земплін Міхаловце». Вийшов на поле в першому таймі замість Брахіма Муму.
6 вересня 2021 року Мартин підписав річну орендну угоду з «Ружомбероком». Його вітали як перспективного гравця з метою покращити атаку команди.